# 斑點派
斑點派（法語：tachisme，發音：[taʃism] ⓘ），亦稱塔希主义、斑點主義、滴色主義，是在法國興起而1940年代和50年代流行的艺术流派。此派名字來自法語的tache，意指點。斑點派著重色點和色塊，並感覺上認為顔色是色澤偶然著色到畫布的。作品中多突顯即時著色的色澤或像書法的快筆。

## 代表画家
- 布拉姆·范费尔德